# Haddington (Schotland)
Haddington is een town in East Lothian, Schotland. Het is de hoofdplaats van het Schotse graafschap en raadsgebied East Lothian ongeveer 32 kilometer ten oosten van Edinburgh.
Haddington telt 10.360 inwoners.
St Mary's Church is de veertiende-eeuwse parochiekerk van de Church of Scotland. Nabij ligt de ruïne van de St Martin's Kirk

## Geschiedenis
De naam Haddington is Angelsaksisch en dateert uit de zesde of zevende eeuw na Christus toen het gebied werd opgenomen in het koninkrijk Bernicia. De stad werd, net als de rest van de regio Lothian, afgestaan door koning Edgar van Engeland en werd in de tiende eeuw een deel van Schotland. Haddington kreeg de status van Burgh, een van de eerste die dit kreeg, tijdens het bewind van David I (1124-1153), waardoor het handelsrechten kreeg die zijn groei tot een marktstad aanmoedigden.
Tijdens de Hoge Middeleeuwen was Haddington de op drie na grootste stad van Schotland (na Aberdeen, Roxburgh en Edinburgh). 

## Stadsbeeld
In het midden van de stad staat het Haddington Town House, voltooid in 1745 op basis van een plan van William Adam. Toen het voor het eerst werd gebouwd, bevatte het markten op de begane grond en een aula op de eerste verdieping, waaraan in 1788 verbeteringen werden aangebracht en in 1831 een spits werd toegevoegd. In de buurt is de Corn Exchange (1854) en het gerechtsgebouw (1833). Andere opmerkelijke bezienswaardigheden in de buurt zijn: het Jane Welsh Carlyle House; Mitchell's Close; en een gebouw aan de High Street dat de geboorteplaats was van de auteur en regeringshervormer Samuel Smiles en wordt gemarkeerd door een gedenkplaat. John Knox werd waarschijnlijk geboren in Haddington en Knox Academy, de plaatselijke middelbare school, is naar hem vernoemd.